# Tossal de l'Àliga (Peracalç)
El Tossal de l'Àliga és una muntanya de 1.315 metres que es troba al municipi de Baix Pallars, a la comarca del Pallars Sobirà.
Aquest cim està inclòs al llistat dels 100 cims de la FEEC